# Helicia fuscotomentosa
Helicia fuscotomentosa là một loài thực vật có hoa trong họ Quắn hoa. Loài này được Suess. miêu tả khoa học đầu tiên năm 1950.